# Tháp Baiyoke II
Tháp Baiyoke II tọa lạc ở đường Raprarop ở quận Ratchathewi của Bangkok, Thái Lan, là tòa nhà cao nhì Thái Lan. Tháp này có Khách sạn Baiyoke Sky, khách sạn cao nhất ở Đông Nam Á và là cấu trúc khách sạn cao thứ ba thế giới với 673 phòng. Tòa tháp cao 309 m, hay cao 328 m nếu tính cả cột trên nóc tháp. Tòa nhà có 85 tầng, có một đài quan sát ở tầng 77 và một bàn xoay 360 độ trên tầng 84. Việc xây dựng tháp hoàn thành năm 1997, với một ăng ten thêm vào năm 1999.